# Nazionale maschile di calcio a 5 della Corea del Sud
La nazionale di calcio a 5 della Corea del Sud è, in senso generale, una qualsiasi delle selezioni nazionali di Calcio a 5 della Federazione calcistica sudcoreana che rappresentano la Corea del Sud nelle varie competizioni ufficiali o amichevoli riservate a squadre nazionali.
Tra le prime nazionali asiatiche ad affacciarsi al calcio ha 5, non ha partecipato alle qualificazioni per i mondiali del 1992 e 1996, ma a partire dalla prima edizione del 1999 la selezione coreana ha partecipato a ben otto delle dieci edizioni della rassegna continentale, cogliendo il suo miglior risultato proprio all'esordio, giocando la finale contro i fortissimi iraniani e perdendola per 9-1.
La Corea del Sud ha comunque via via perso smalto, superata in competitività in estremo oriente da Giappone e Thailandia, ed in generale in Asia dalle repubbliche centrali ex-sovietiche. Dopo un terzo posto conquistato nel 2001 ed un quarto nel 2002 la Corea è scomparsa dal panorama delle migliori squadre asiatiche, mancando la qualificazione alla fase finale sia in Vietnam nel 2005 che in Uzbekistan nel 2006. Nelle ultime due edizioni è tornata a qualificarsi alla rassegna continentale, anche se sempre eliminata al primo turno.

## Risultati nelle competizioni internazionali

### AFC Futsal Championship
- 1999 - Secondo posto
- 2000 - Primo turno
- 2001 - Terzo posto
- 2002 - Quarto posto
- 2003 - Quarti di finale
- 2004 - Quarti di finale
- 2005 - Primo turno
- 2006 - Non qualificata
- 2007 - Primo turno
- 2008 - Primo turno
- 2010 - Primo turno
- 2012 - Primo turno
- 2014 - Primo turno
- 2016 - Non qualificata
- 2018 - Primo turno
- 2022 - Primo turno
- 2024 - Primo turno